# Mosteiro de Santa Maria de Cós
O Mosteiro de Santa Maria de Cós, antigamente referido como Real Mosteiro de Santa Maria de Cós (o seu título oficial na Congregação de Alcobaça à qual pertencia), localiza-se na freguesia de União das Freguesias de Cós, Alpedriz e Montes, no município de Alcobaça, distrito de Leiria, em Portugal.
O Mosteiro de Santa Maria de Cós está classificado como Monumento Nacional desde 2021.

## História
Destinado a monjas cistercienses, o Mosteiro terá sido fundado já nos finais do século XII, ou, mais provavelmente, no início do século XIII, para receber mulheres desejosas de levarem uma vida santa sob a regra de São Bento e observâncias de Cister. A menção mais antiga da sua existência remonta ao ano de 1241. A primeira abadessa cujo nome se conhece chamava-se D. Maria Peres, e vem referida num documento datado de 1337.
Inicialmente, este mosteiro manteve-se numa posição modesta em número de monjas, vindo porém a conhecer um grande desenvolvimento a partir de 1530, quando foi reformado por iniciativa do rei D. João III e do seu irmão o cardeal infante D. Afonso, abade comendatário de Alcobaça. Nesse século, sofreu remodelações bastante grandes: construiu-se uma nova capela, de que subsiste o elemento mais notável, o portal manuelino existente no extremo nascente do coro monástico. Já no século XVII as obras realizadas resultaram na imponente igreja atual e na modernização do claustro e dos dormitórios. No início do século XVIII deram-se, na igreja, os acabamentos, de inspiração barroca, dos altares em talha dourada, dos azulejos e das pinturas do teto.
Contudo, o grande período áureo acabou com a catástrofe do terramoto de 1755, quando as monjas estiveram, durante algum tempo, desalojadas e, mais tarde, em 1834, com a extinção das Ordens Religiosas, com os saques e a ocupação desordenada dos espaços conventuais.
Atualmente, deste conjunto conventual, as estruturas de apoio ao mosteiro estão distribuídas ao seu redor nos mais diversos espaços como logradouros, eixos viários e, finalmente, como imóveis particulares. Quanto às oficinas conventuais, apenas resiste o primeiro troço do corpo arruinado de um dormitório, perpendicular à igreja e virado para sul, cujas celas estão distribuídas ao longo de um corredor abobadado em berço.
O templo, único elemento deste conjunto que se mantém preservado, apresenta-se sob forma longitudinal, e é extensivo ao coro das monjas. O portal principal, também virado a sul, apresenta-se numa moldura de lintel reto sobrepujado por arquitrave sobre pilastras, encimado por um frontão triangular interrompido por brasão real emoldurado por cartelas de volta. Traz a data de 1671.

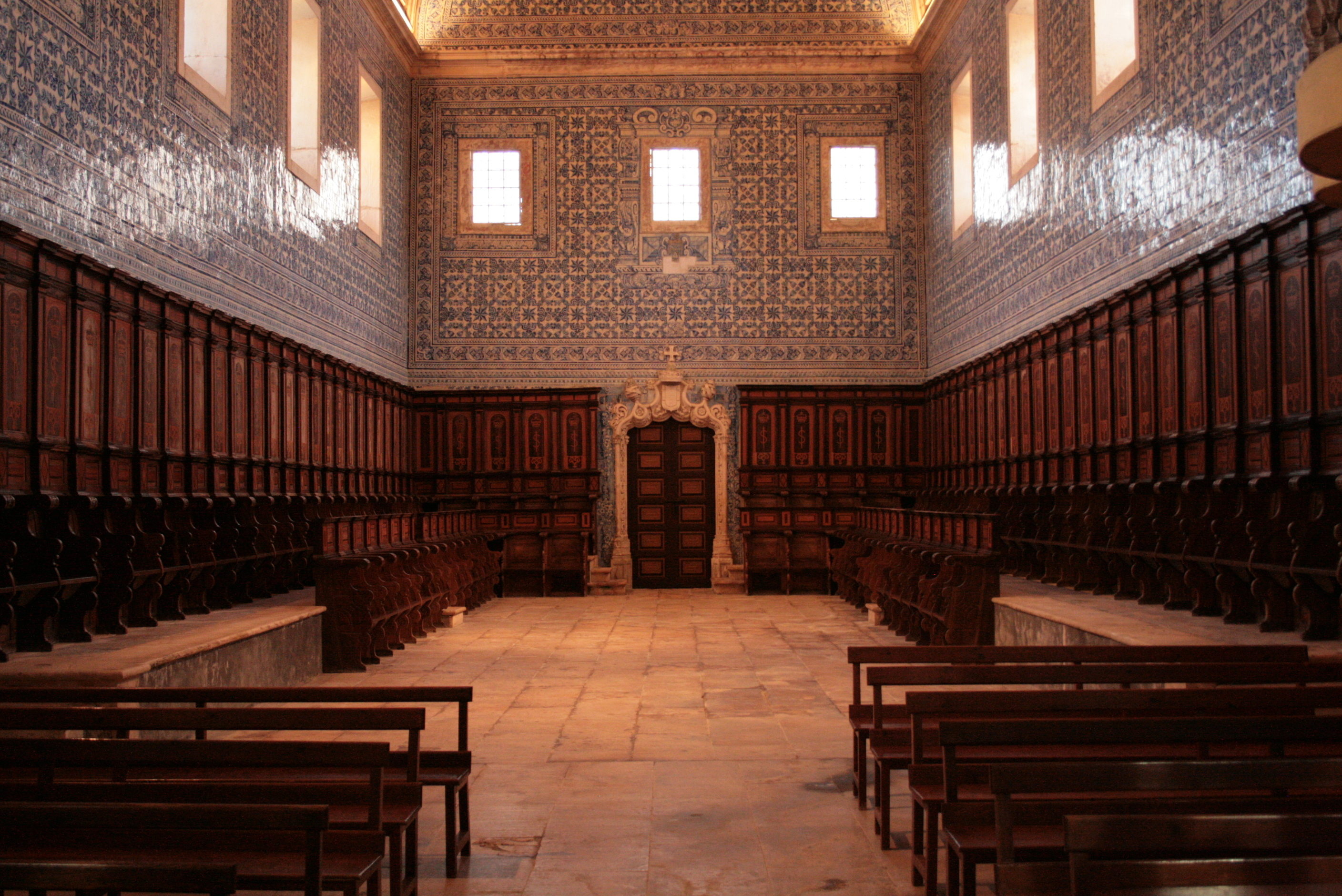
Coro da Igreja do Mosteiro de Santa Maria de Cós

O interior da Igreja é constituído por uma só nave, com capela-mor mais elevada, e pelo coro monástico. O teto da nave, em falsa abóbada de berço com caixotões de madeira pintados, está separado do coro por um grande arco preenchido por grade. A capela-mor, mais estreita que a nave, é constituída por um único tramo, inteiramente revestido por lambril e painéis de talha dourada e molduras com telas, revestimento que culmina no retábulo-mor, cuja tribuna nos apresenta um grupo escultórico representando a Sagrada Família.
O coro das monjas, com o seu maravilhoso cadeiral de 106 assentos, apresenta-se revestido por azulejos de padrão azuis e brancos, encontrando-se, no topo oriental, o já mencionado portal manuelino em cantaria, de arco polilobado, ornamentado com motivos vegetalistas e heráldicos.
A sacristia também se apresenta revestida de painéis de azulejos, figurando episódios da vida de São Bernardo, e com o teto forrado a madeira pintada.

## Classificação
A igreja foi classificada como imóvel de interesse público pelo Decreto n.º 35 443, de 2 de janeiro de 1946.
Em 29 de março de 2017, foi aberto um procedimento de ampliação da classificação do Mosteiro, de forma a incluir a ala (em ruínas) do antigo dormitório dito "do Cardeal", com vista à reclassificação do conjunto monástico como monumento nacional e à redenominação para «Igreja e parte do antigo dormitório e restantes dependências do Mosteiro de Santa Maria de Cós»., cujo projeto de decisão foi publicado em 29 de abril de 2020.

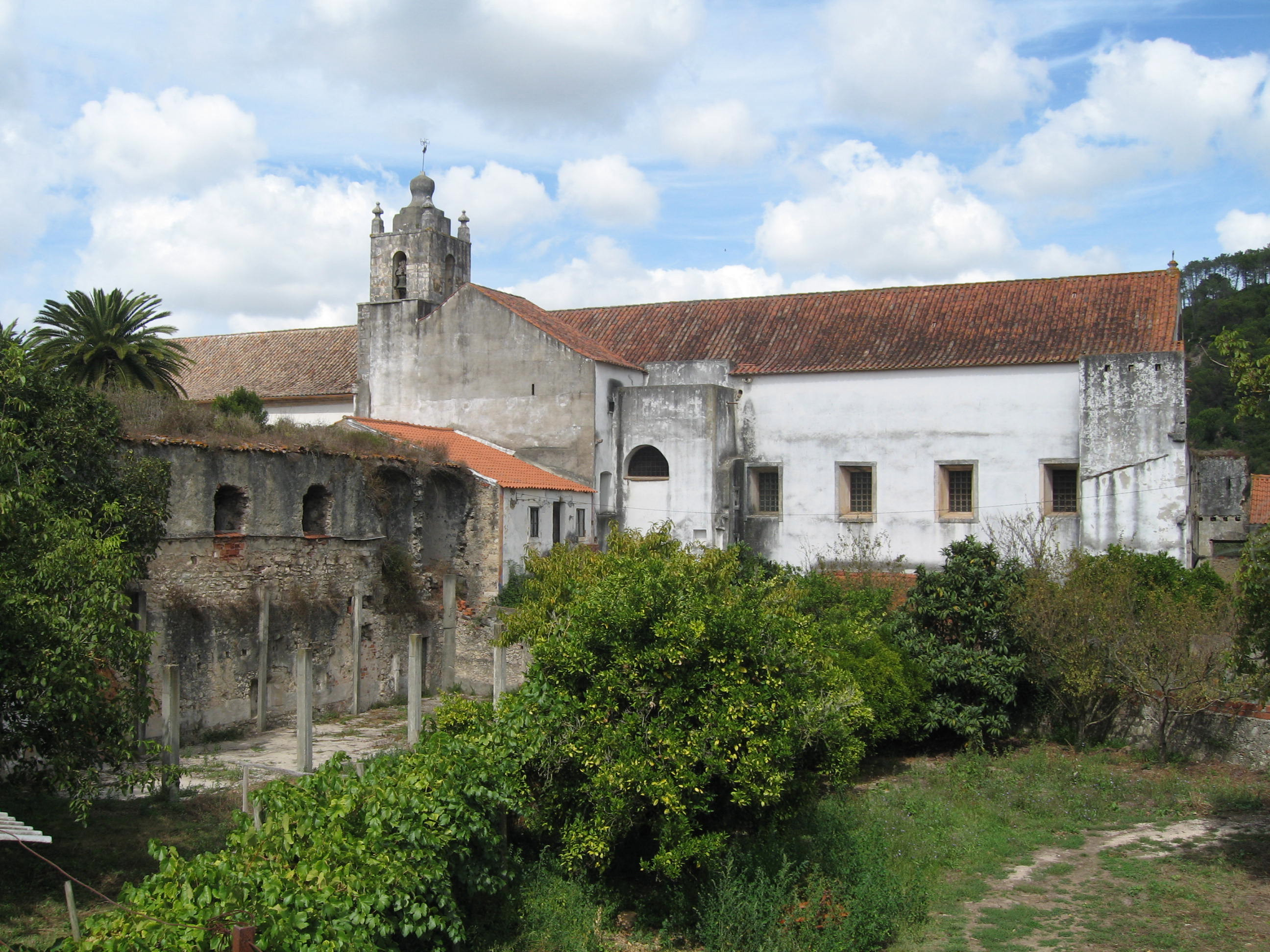
Mosteiro de Santa Maria de Cozː vista da igreja e ruínas do dormitório.

A Igreja de Santa Maria de Coz juntamente com o seu antigo dormitório e restantes dependências do Mosteiro foram decretadas oficialmente como Monumento Nacional, após decisão tomada em Conselho de Ministros realizado em 22 de abril de 2021.

## Arquivo
O arquivo do mosteiro encontra-se depositado no Arquivo Nacional/Torre do Tombo e no Arquivo Distrital de Leiria.[carece de fontes?]

## Iniciativas promocionais
O carácter indissociável do Mosteiro de Cós e do Mosteiro de Alcobaça no contexto do concelho de Alcobaça levou a que a autarquia local e a Junta de Freguesia articulassem, em julho de 2014, um circuito turístico que os unisse, no sentido de tornar a experiência mais marcante e completa.

## Ligações Externas
- Blog do Bazar das Monjas de Coz
- História e fotografias do Mosteiro de Santa Maria de Cós
- Mosteiro de Santa Maria de Cós na base de dados Ulysses da Direção-Geral do Património Cultural